# Jagdstaffel 16
La Jagdstaffel 16 (in tedesco: Königlich Bayerische Jagdstaffel Nr 16, abbreviato in Jasta 16) era una squadriglia (staffel) da caccia della componente aerea del Deutsches Heer, l'esercito dell'Impero tedesco, durante la prima guerra mondiale (1914-1918).

## Storia
La Jagdtsaffel 16 venne fondata il 16 ottobre 1916 con piloti e mezzi provenienti da due precedenti unità aeree: la KampfeinsitzerKommando (KEK) "Ensisheim" e l'unità da ricognizione Flieger Abteilung 9. Questa nuova unità venne messa a disposizione dell'Armee-Abteilung B e per tutto il periodo di attività operò sempre sul fronte occidentale. Nel periodo da giugno ad ottobre del 1917 l'unità fu assegnata al comando della 5ª Armata e dal novembre 1917 alla 7ª Armata. 
La prima vittoria aerea fu ottenuta dalla squadriglia il 10 marzo del 1917.
L'Oberleutnant Friedrich Ritter von Röth fu l'ultimo Staffelführer (comandante) della Jagdstaffel 16 dall'ottobre del 1918 fino alla fine della guerra.
Alla fine della prima guerra mondiale alla Jagdstaffel 16 vennero accreditate 82 vittorie aeree di cui 24 per l'abbattimento di palloni da osservazione. Di contro, la Jasta 16 perse 9 piloti di cui 2 in incidenti aerei, 9 furono feriti in azione e 1 fu fatto prigioniero.

## Lista dei comandanti della Jagdstaffel 16
Di seguito vengono riportati i nomi dei piloti che si succedettero al comando della Jagdstaffel 16.
| Grado        | Nome               | Periodo                          |
| ------------ | ------------------ | -------------------------------- |
|              | Paul Kremer        | 1 novembre 1916 - 8 luglio 1917  |
| Leutnant     | Heinrich Geigl     | 18 luglio 1917 - 20 agosto 1917  |
| Leutnant     | Robert Dycke       | 20 agosto 1917 - 1 dicembre 1917 |
| Leutnant     | Heinrich Geigl     | 1 dicembre 1917 - 4 aprile 1918  |
| Oberleutnant | Friedrich von Röth | 8 aprile 1918 - 9 settembre 1918 |
| Leutnant     | Rudolf Eck         | 9 settembre 1918 - ottobre 1918  |
| Oberleutnant | Friedrich von Röth | ottobre 1918 - 11 novembre 1918  |

## Lista delle basi utilizzate dalla Jagdstaffel 16
- Ensisheim: 16 ottobre 1916 – 13 aprile 1917
- Habsheim: 13 aprile 1917 – 6 maggio 1917
- Château-Porcien: 7 maggio 1917 – 4 giugno 1917
- Spincourt: 6 giugno 1917 – 20 ottobre 1917
- Erlon: 21 ottobre 1917 – 23 novembre 1917
- Mercy-le-Haute: 24 novembre 1917 – 4 febbraio 1918
- Aertrycke: 7 febbraio 1918 – 14 marzo 1918
- Le Cateau: 15 marzo 1918 – 20 marzo 1918
- Foucaucourt: 21 marzo 1918 – 6 aprile 1918
- St. Marguerite: 13 aprile 1918 – ottobre 1918
- Scheldewindeke: ottobre 1918 – 11 novembre 1918[2]

## Lista degli assi che hanno prestato servizio nella Jagdstaffel 16
Di seguito vengono elencati i nomi dei piloti che hanno prestato servizio nella Jagdstaffel 16 con il numero di vittorie conseguite durante il servizio nella squadriglia e riportando tra parentesi il numero di vittorie aeree totali conseguite.
| Asso                      | Vittorie |
| ------------------------- | -------- |
| Friedrich Ritter von Röth | 18 (28)  |
| Ludwig Hanstein           | 10 (16)  |
| Heinrich Georg Geigl      | 8 (13)   |
| Karl Schattauer           | 8 (9)    |
| Karl Odebrett             | 6 (16)   |
| Otto Kissenberth          | 3 (20)   |
| Theodor Rumpel            | 2 (5)    |
| Wilhelm Schulz            | 1 (6)    |

## Lista degli aerei utilizzati dalla Jagdstaffel 16
- Fokker E.III
- Fokker E.IV
- Fokker D.I
- Fokker D.II
- LFG Roland D.II
- Albatros D.III
- Albatros D.V
- Fokker Dr.I
- Fokker D.VII[1]